# 梨形真巨口魚
梨形真巨口魚（学名：Eustomias pyrifer）为輻鰭魚綱巨口鱼目巨口鱼科的其中一種。分布於中西大西洋區的美屬維京群島海域，為深海魚類，體長可達14.2公分。

## 扩展阅读
維基物種上的相關：梨形真巨口魚